# نرگس‌زمین
نرگس زمین، روستایی از توابع بخش چهاردانگه شهرستان ساری در استان مازندران ایران است.

## جمعیت
این روستا در دهستان گرماب قرار داشته و براساس آخرین سرشماری مرکز آمار ایران که در سال ۱۳۸۵ صورت گرفته، جمعیت آن ۹۳نفر (۲۰خانوار) بوده‌است.